# Peter Jüngling

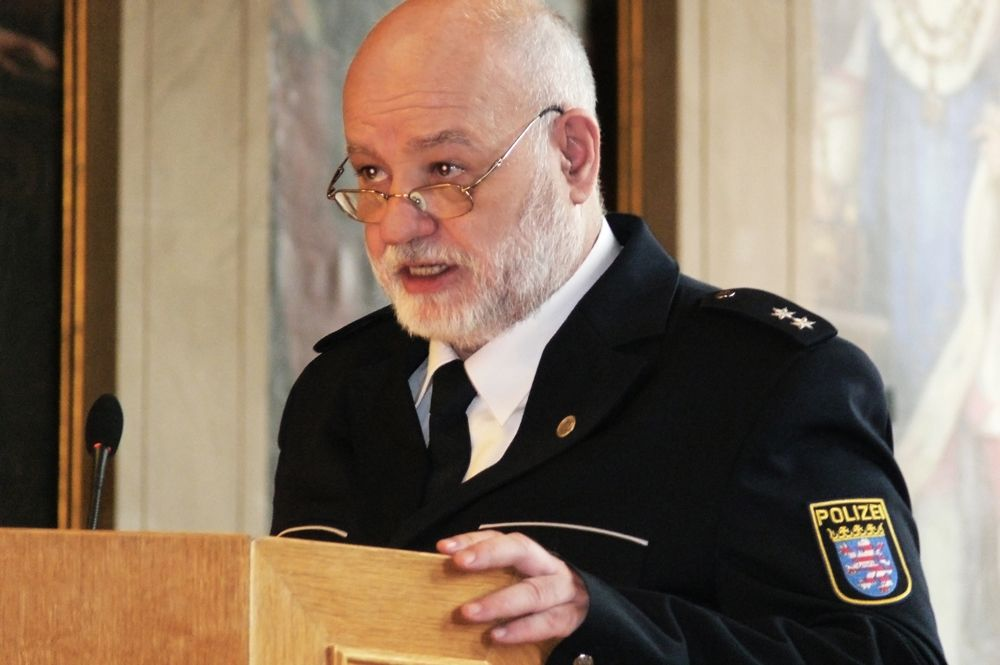
Peter Jüngling im Kaisersaal des Frankfurter Römers, 17. Juli 2013

Peter Jüngling (* 16. September 1955 in Hanau) ist ein pensionierter deutscher Polizist und Heimatforscher, der vornehmlich archäologische und historische Themen aus dem Rhein-Main-Gebiet bearbeitet.

## Leben
Nach Besuch verschiedener Schulen in Hanau durchlief er zunächst ab 1971 eine Ausbildung als Fernmeldetechniker bei der Deutschen Bundespost. Nach deren Abschluss wechselte er 1974 zur Hessischen Polizei, in der er die polizeiliche Ausbildung 1977 beendete und bei der er bis September 2015 – zuletzt als Polizeioberkommissar im Polizeipräsidium Südosthessen – tätig war. Hauptamtlich betreute er hier zuletzt neben Teilen der Hanauer Innenstadt die Stadtteile Kesselstadt, Wilhelmsbad und Mittelbuchen; nebenamtlich war er als Ansprechpartner für gleichgeschlechtliche Lebensweisen (AgL), aber auch als Sozialer Ansprechpartner (SAP) und als Sachverständiger für archäologische Bodenfunde und die Bekämpfung von Raubgrabungen in Hessen zuständig. Peter Jüngling lebt in Hanau und ist seit Juli 2023 mit Marcel Jüngling geb. Simmroth verheiratet.

## Engagement

### Ehrenämter
Seit 1976 ist er Mitglied in Vereinsgremien des Hanauer Geschichtsvereins, seit 1979 Mitglied der Archäologischen Gesellschaft in Hessen und seit 1984 Mitglied in der Kommission für das Historische Museum Hanau. Von 1985 bis 1997 gehörte er dem Denkmalbeirat der Stadt Hanau an. Von 2004 bis 2020 war er Vorsitzender des Verbandes lesbischer und schwuler Polizeibediensteter in Hessen e. V. und bis 2015 war er Ansprechpartner der Polizei für Organisationen, Behörden und Bürger sowie vor allem auch für lesbische und schwule Polizisten im Main-Kinzig-Kreis, im Landkreis Offenbach und den Städten Hanau und Offenbach am Main. In dieser Funktion war er an der Organisation von Veranstaltungen des Verbandes maßgeblich beteiligt.

### Wissenschaftliche Interessen
Er gründete innerhalb des Hanauer Geschichtsvereins 1980 eine Arbeitsgemeinschaft für Vor- und Frühgeschichte. Diese Arbeitsgruppe bestand überwiegend aus Studenten und Schülern, leistete gleichzeitig wertvolle Jugendarbeit, und einige der Schüler studierten später Ur- und Frühgeschichte oder wurden Grabungstechniker. Peter Jüngling unterstützt wissenschaftlichen Nachwuchs bis hinein in die universitären Abschlussarbeiten. Weiter betreute er seit 1985 regelmäßig jugendliche Straftäter, die nach Jugendstrafrecht gemeinnützige Arbeitsstunden ableisten mussten, und ermöglichte ihnen das im Rahmen der in der Archäologie anfallenden Tätigkeiten. Seit 1978 veröffentlicht er wissenschaftliche Beiträge zu den Ergebnissen seiner Forschung und betreibt Öffentlichkeitsarbeit für Archäologie und Bodendenkmalpflege. Dazu zählen auch Schulprojektwochen und die Betreuung von Workcamps des Internationalen Christlichen Friedensdienstes (CFD) und der Jugendwerkstatt Hanau. Außerdem war er an der Organisation einschlägiger Tagungen und Veranstaltungen maßgeblich beteiligt.
Neben der Archäologie galt sein Interesse auch der historischen Forschung. Er publizierte zur Feuerwehrgeschichte und zur Ortsgeschichte – insbesondere zu der des Hanauer Stadtteils Kesselstadt.

### Auszeichnungen
- 1990 erhielt er den Ehrenbrief des Landes Hessen.
- 1990 die Medaille für Heimatpflege und Geschichtsforschung des Main-Kinzig-Kreises.
- 1996 das silberne Brandschutzehrenzeichen des Landes Hessen am Bande (er ist seit 1971 Mitglied der Freiwilligen Feuerwehr Hanau).
- 2002 Hessischer Denkmalschutzpreis (für die Arbeitsgemeinschaft für Vor- und Frühgeschichte des Hanauer Geschichtsvereins e. V.).[2]
- 2014 Mithras-Preis des Heimat- und Geschichtsvereins und der Gemeinde Großkrotzenburg.
- 2015 wurde er für sein vielfältiges Engagement mit der Verdienstmedaille des Verdienstordens der Bundesrepublik Deutschland ausgezeichnet.[3]

## Archäologische Forschung
Seit 1972 ist er ehrenamtlich in der archäologischen Forschung in der Stadt Hanau und dem Gebiet des ehemaligen Landkreises Hanau, heute: Main-Kinzig-Kreis, engagiert. Zunächst beteiligte er sich an archäologischen Rettungsgrabungen im Bereich von Vicus und Kastell Heldenbergen.
Ab 1980 organisierte er im Rahmen des Hanauer Geschichtsvereins eigenständig Ausgrabungen. Anlass war damals die Zerstörung eines bronzezeitlichen Hügelgräberfeldes durch den Bau der A 66 nördlich von Hanau. Seitdem hat er etwa 35 größere und zahllose kleinere Ausgrabungen durchgeführt. Dazu zählen u. a.:
- Kloster Langenselbold (1982)
- Römische Ziegelei Großkrotzenburg (1982/83)
- Römisches Kastell Marköbel (1983)
- Kloster Schlüchtern (1983/84)
- Kirche in Erlensee-Langendiebach (1984)
- Kirche in Erlensee-Rückingen (1984/85)
- Friedenskirche in Hanau-Kesselstadt (1985)
- Keltisches Gräberfeld Niederdorfelden (1986)
- Keltische Siedlung in Hanau-Klein-Auheim (1988)
- Hirzbacher Kapelle in Hammersbach (1989/90)
- Neolithische Siedlung in Hanau-Mittelbuchen (1991–93)
- Römischer Vicus am Salisweg in Hanau-Kesselstadt (1992–1997)
- Völkerwanderungszeitliche Siedlung in Hanau-Mittelbuchen (1994)
- Keltische Siedlung in Hanau-Klein-Auheim (1999/2000)
- Römische Kastelle in Hanau-Mittelbuchen (2001/02)
- Altstadtgrabung in Hanau-Innenstadt am Deutschen Goldschmiedehaus (2004)

Weiter hat er Ausstellungen organisiert, in großer Zahl Vorträge gehalten und Führungen angeboten.
Im Gegensatz zu oftmals noch üblichen Standards bei ehrenamtlich durchgeführten archäologischen Projekten legte er bei den Ausgrabungen von Anfang an einen professionellen Standard an, Funde und Befunde wurden sorgfältig dokumentiert, die Funde restauriert und Peter Jüngling veröffentlichte die Ausgrabungsergebnisse anschließend in wissenschaftlichen Publikationen. Die dafür erforderlichen Kenntnisse eignete er sich autodidaktisch an.

## Veröffentlichungen (Auswahl)

### Monografien
- Das bronzezeitliche Gräberfeld im Bruchköbeler Wald bei Hanau. Wiesbaden 1982 (Archäologische Denkmäler in Hessen 24).
- Hanau-Kesselstadt. Zur Archäologie einer Pfarrkirche in Hanau. Hanau 2004 (Hanauer Schriften zur Archäologie und Geschichte 1).
- „Diese Capell steht noch heutzu Tag …“ Beiträge zur Geschichte der Marienkapelle von Hirzbach, Gemeinde Hammersbach, Main-Kinzig-Kreis Hanau 2004 (Hanauer Schriften zur Archäologie und Geschichte 2).
- mit David Liuzzo: Mit Hebelius Potter rund um das alte Hanau – Eine Zeitreise zurück in das Jahr 1810. Hanau 2010 (Hanauer Historische Hefte 1).
- Die Ausgrabung in der evangelischen Pfarrkirche von Erlensee-Langendiebach (mit einem Beitrag von Fritz Gunkel) = Hanauer Schriften zur Archäologie und Geschichte 3. Hanauer Geschichtsverein e. V., Hanau 2020. ISBN 978-3-93539-534-2
- Beiträge zur Archäologie und Geschichte im Hanauer Raum (mit Beiträgen von Peter H. Blänkle und Andreas Scherer) = Hanauer Schriften zur Archäologie und Geschichte 6. Hanauer Geschichtsverein e. V., Hanau 2020. ISBN 978-3-93539-535-9
- Ein kurzer Blick in Hanaus Vergangenheit – Ausgrabung im Herzen der Altstadt. Archäologische Forschung am Goldschmiedehaus in Hanau = Hanauer Schriften zur Archäologie und Geschichte 7. Hanauer Geschichtsverein e. V., Hanau 2021. ISBN 978-3-935395-37-3

### Aufsätze
- Feuerschutz-Verordnung von 1695 und Verordnung für die Bewohner der Altstadt Hanau aus den Jahren 1729 und 1730. In: 675 Jahre Altstadt Hanau – Festschrift und Ausstellungskatalog. 1978, S. 129–137.
- Vorbericht über die Ausgrabung eines bronzezeitlichen Gräberfeldes im Bruchköbler Wald bei Hanau. In: Neues Magazin für Hanauische Geschichte 7 (4), 1982, S. 168–171.
- mit D. Perzl: Die Ausgrabung 1982/83 in der römischen Ziegelei von Großkrotzenburg. In: Neues Magazin für Hanauische Geschichte 7 (5), 1983, S. 248–253.
- Ein weiterer römischer Ziegelofen aus Großkrotzenburg. Main-Kinzig-Kreis. In: Archäologisches Korrespondenzblatt 13 (4), 1983, S. 479–482.
- Ausgrabungen im römischen Kastell und mittelalterlichen Ortsbereich von Hammersbach-Marköbel. In: Neues Magazin für Hanauische Geschichte 8 (3), 1984, S. 161–168.
- Eine neue mittelneolithische Siedlungsstelle bei Hanau-Mittelbuchen. In: Hanauer Geschichtsblätter 29, 1985, S. 23–36.
- Ein bronzezeitliches Gräberfeld im Bruchköbeler Wald bei Hanau. In: Hanauer Geschichtsblätter 29, 1985, S. 41–101.
- Germanische Keramik der vorrömischen Zeit aus Maintal-Bischofsheim. In: Hanauer Geschichtsblätter 29, 1985, S. 107–114.
- Bemerkungen zu einem „römischen Grabfund“ vom Hanauer Salisberg. In: Hanauer Geschichtsblätter 29, 1985, S. 119–125.
- Zwei Völkerwanderungszeitliche Grabfunde aus Karlstein-Dettingen, Landkreis Aschaffenburg. In: Hanauer Geschichtsblätter 29, 1985, S. 151–161.
- Zur Geschichte der Hanauer Feuerwehr. In. Festschrift 125 Jahre Freiwillige Feuerwehr Hanau. 1986, S. 25–51.
- mit T. Roka: Die Feuerwehr Hanau in der Gegenwart. In: Festschrift 125 Jahre Freiwillige Feuerwehr Hanau. 1986, S. 53–67.
- Zur Geschichte der Kesselstädter Kirche. In: Unsere Gemeinde Jg. 2, Nr. 3. 1986, S. 8.
- Um 2500 Jahre verschätzt – Todesermittlungen erkannten den historischen Fund nicht. In: Kriminalistik. Zeitschrift für die gesamte kriminalistische Wissenschaft und Praxis 11/1986, S. 524–526.
- Bodenfunde in der Windecker Gemarkung und Siedlungsgeschichte bis etwa 850. In: 700 Jahre Stadt Windecken. 1988 (Nidderauer Hefte 4), S. 31–41.
- Zwei Bronzezeitliche Funde aus dem Main. In: Hanauer Geschichtsblätter 30, 1988, S. 55–64.
- mit O. T. Niedenthal: Zwei römische Töpferöfen im Hanauer Hafengebiet. In: Hanauer Geschichtsblätter 30, 1988, S. 93–112.
- mit K. Dielmann(†): Das römische Gräberfeld in Erlensee-Rückingen. Ein Vorbericht zu den Untersuchungen von 1951 und 1960-62. In: Hanauer Geschichtsblätter 30, 1988, S. 113–120.
- Der römische Gutshof und die germanische Besiedlung an der „Kilianstädter Hohl“ bei Hanau-Mittelbuchen – Ein Beitrag zur Völkerwanderungszeit im Hanauer Raum. In: Hanauer Geschichtsblätter 30, 1988, S. 173–258.
- Römische und mittelalterliche Funde einer Ausgrabung in Großkrotzenburg. In: Hanauer Geschichtsblätter 30, 1988, S. 289–326.
- Vorbericht über die Ausgrabung frühlatènezeitlicher Siedlungsfunde in Hanau-Klein-Auheim. In: Neues Magazin für Hanauische Geschichte 9 (3), 1989, S. 203–205.
- Das Bruchstück einer bandkeramischen Idolfigur aus Hanau-Mittelbuchen. In: Neues Magazin für Hanauische Geschichte 1992, S. 4ff.
- Neue Ausgrabungen in den römischen Anlagen am Salisweg in Hanau-Kesselstadt. In: Neues Magazin für Hanauische Geschichte 1993, S. 2ff.
- Zur Fortsetzung der Ausgrabungen auf dem Salisberg im Jahre 1993. In: Neues Magazin für Hanauische Geschichte 1994, S. 2f.
- mit Sabine Wolfram: Tagung des West- und Süddeutschen Verbandes für Altertumsforschung in Hanau. In: Neues Magazin für Hanauische Geschichte 1995, S. 71–74.
- Ein Münzschatzfund vom Salisweg in Hanau-Kesselstadt. In: Neues Magazin für Hanauische Geschichte 1997, S. 2–9.
- Kesselstadt. In: Stadtzeit – Geschichtsmagazin anläßlich des Jubiläums 400 Jahre Wallonisch-Niederländische Gemeinde und Neustadt Hanau 1597–1997. 1997, S. 162ff.
- 825 Jahre „Rückingen“ und 750 Jahre Wasserburg in Rückingen. In: Neues Magazin für Hanauische Geschichte 1999/1, S. 8–17.
- Gewalt gegen Lesben und Schwule. Bericht über einen Präventionseinsatz zum Christopher-Street-Day. In: Polizei in Frankfurt am Main 34, 2000, S. 26–28.
- „Pecunia olet“ („und es stank doch“) – Ein ungewöhnlicher Schatzfund am Hanauer Salisweg. In: Stadtzeit 4, 2001, S. 15–19.
- Kesselstadts Vorgeschichte – von den ersten Menschen bis zu den Kelten. In: Stadtzeit 7 – Schlaglichter auf zwei Jahrtausende. 2009, S. 8–13.
- Römische Inschriften aus Kesselstadt oder was uns ein altes Stück Holz verrät. In: Stadtzeit 7 – Schlaglichter auf zwei Jahrtausende. 2009, S. 34–41.
- Kirchengrabungen des Hanauer Geschichtsvereines im Main-Kinzig-Kreis (Hessen). In: Kirchenarchäologie heute. Fragestellungen – Methoden – Ergebnisse 2010 (Veröffentlichungen des Alemannischen Instituts 76), S. 452–463.
- kChezsilstat jubilans (Kesselstadt feiert): Vom „Fischerdorf mit Schloß“ zur „Perle am Main“. In: Neues Magazin für Hanauische Geschichte 2011, S. 213–227.
- Die Milchgärten. Gärten reformierter Glaubensflüchtlinge aus dem 17. Jahrhundert in Hanau. In: Die Gartenkunst 2022/1, S. 119–135.